# MTV Asia Awards 2004
Die MTV Asia Awards 2004 wurden am 14. Februar 2004 im Singapore Indoor Stadium in Singapur vergeben. Die dritte Veranstaltung der MTV Asia Awards wurde von Vanessa Wu und Michelle Branch moderiert.
Liveauftritte gab es unter anderem von 5566, Black Eyed Peas, BoA, Gareth Gates, Liberty X, Stacie Orrico, Sugababes und The Pussycat Dolls.
Blue gewannen zum zweiten Mal in Folge den Award für den beliebtesten Popkünstler. Am erfolgreichsten war Linkin Park, die zwei Preise gewinnen durften. Der Inspiration Award ging posthum an Anita Mui, die zwei Monate vorher verstorben war.

## Nominierte und Gewinner
Die Sieger sind vorangestellt und fett markiert.

### International Awards

#### Favorite Pop Act
Blue
- Matchbox Twenty
- Simple Plan
- T.A.T.u.
- The Black Eyed Peas

#### Favorite Rock Act
Linkin Park
- Audioslave
- Evanescence
- Metallica
- Radiohead

#### Favorite Video
Linkin Park — Somewhere I Belong
- Christina Aguilera — Beautiful
- Coldplay — The Scientist
- Justin Timberlake — Cry Me a River
- Radiohead — There There

#### Favorite Female Artist
Christina Aguilera
- Beyoncé
- Dido
- Jennifer Lopez
- Michelle Branch

#### Favorite Male Artist
Gareth Gates
- Eminem
- Justin Timberlake
- Ricky Martin
- Robbie Williams

#### Favorite Breakthrough Artist
T.A.T.u.
- 50 Cent
- Evanescence
- Sean Paul
- Stacie Orrico

### Regional awards

#### Favorite Artist Mainland China
Pu Shu
- Han Hong
- Li Quan
- Si Qin Ge Ri Le
- Sun Nan

#### Favorite Artist Hong Kong
Sammi Cheng
- Andy Lau
- Eason Chan
- Hacken Lee
- Joey Yung

#### Favorite Artist India
Abhijeet
- Falguni Pathak
- Rekha Bhardwaj
- Shweta Shetty
- Vaishali Samant

#### Favorite Artist Indonesia
Audy
- Ari Lasso
- Cokelat
- Iwan Fals
- Mocca

#### Favorite Artist Korea
BoA
- Fly to the Sky
- Lee Hyori
- Wheesung
- Seven

#### Favorite Artist Malaysia
Siti Nurhaliza
- Jamal Abdillah
- Misha Omar
- Siti Sarah
- Too Phat

#### Favorite Artist Philippines
Parokya ni Edgar
- Barbie's Cradle
- Ogie Alcasid
- Regine Velasquez
- Rivermaya

#### Favorite Artist Singapore
Stefanie Sun
- A-do
- Ayden
- Ho Yeow Sun
- Tanya Chua

#### Favorite Artist Taiwan
A-mei
- David Tao
- Jay Chou
- Jolin Tsai
- S.H.E

#### Favorite Artist Thailand
Thongchai McIntyre
- Armchair
- Blackhead
- Boyd Kosiyabong
- Parn Thanaporn

### Special awards

#### Asian Film Award
- Michelle Yeoh

#### Most Influential Artist Award
- BoA

#### The Inspiration Award
- Anita Mui

#### Lifetime Achievement Award
- Mariah Carey (präsentiert von Blue)